# Ignác Hubatka
Ignác Jan Hubatka (? 1697 resp. 1698 – 4. února 1745 Nový Bydžov) byl český hudební skladatel.

## Život
Přesné datum a místo narození není známo. Před rokem 1730 byl varhaníkem v Kostele Matky Boží před Týnem v Praze. Je doloženo, že v roce 1730 byl kantorem v Novém Bydžově, kde se v roce 1732 oženil a setrval zde až do své smrti.

## Dílo
Byl autorem chrámových skladeb značně rozšířených v Čechách a na Moravě. Patrně je autorem všech děl v chrámových a klášterních sbírkách označených písmenem H. bez křestního jména.
Z jeho skladeb vynikají alegorická oratoria Quatuor tempora anni (1724) a Čtyry studně hlavních cností (1730). Toto oratorium vyšlo i tiskem u vydavatele Tybela v Hradci Králové.